# Maria Auxiliadora Lara Barcelos
Maria Auxiliadora Lara Barcelos (Antônio Dias, 25 de março de 1945 - Berlim Ocidental, 1 de junho de 1976) foi uma estudante de medicina, militante política e guerrilheira brasileira, integrante da organização de esquerda Vanguarda Armada Revolucionária Palmares – VAR-Palmares – que participou da luta armada contra a ditadura militar instalada no Brasil em 1964.
Presa, torturada, condenada e banida do país para o Chile em janeiro de 1971, cometeu suicídio em Berlim Ocidental em 1976, depois de internada por problemas psíquicos e de amnésia, quando cursava a Universidade Livre de Berlim, procurando especialização em medicina e psicologia.

## Biografia
Filha de um agrimensor mineiro, "Dora" ou "Dodora", como era chamada por todos, viajou por várias regiões do país, levada pelo trabalho do pai. Estudando em Belo Horizonte, começou a dar aulas com sua irmã numa escolinha dirigida por sua avó, para crianças pobres em favelas da cidade, aos 14 anos.
Demonstrando vontade de ser missionária ou médica na vida adulta, começou a estudar medicina, em 1965, na Universidade Federal de Minas Gerais. Em 1968, já atuando no movimento estudantil, aderiu ao marxismo, influenciada por Che Guevara, Carlos Marighella (cofundador da Ação Libertadora Nacional - ALN) e pelos pensamentos de Régis Debray.

### Prisão e tortura
Em 19 de março de 1969, Maria abandonou a faculdade, mudando-se para o Rio de Janeiro e entrou na clandestinidade, depois de filiada à VAR-Palmares. Morando em uma casa no bairro de Lins de Vasconcelos, ela e seus dois companheiros de organização, Antônio Roberto Espinoza - com quem vivia - e Chael Charles Schreier, foram denunciados pelo proprietário do imóvel, um informante da polícia, que cercou e invadiu a moradia em 21 de novembro de 1969. Após o tiroteio que se seguiu, em que os guerrilheiros enfrentaram os policiais do Departamento de Ordem Política e Social (DOPS) a tiros e bombas de fabricação caseira, Maria Auxiliadora foi levada ao quartel da Polícia do Exército, na Vila Militar, onde foi torturada, com pancadas de palmatória nos seios e choques elétricos pelo corpo, deitada nua no chão molhado. Chael Schreier não resistiu aos maus tratos e morreu 24 horas depois.
Presa desde então, em Linhares (ES) e no presídio feminino de Bangu (RJ), ela foi incluída na lista de 70 presos políticos banidos para o Chile em 23 de janeiro de 1971, em troca da vida do embaixador suíço no Brasil, Giovanni Bucher, sequestrado por outro grupo extremista. Em depoimento ao documentário Brazil: A Report on Torture (1971), dos jornalistas norte-americanos Haskell Wexler e Saul Landau, feito no Chile logo após a chegada dos presos políticos ao país, ela declarou, sobre as torturas sofridas no DOPS: "Nos tiraram a roupa e fizeram uma série de torturas: espancamentos, "telefone", simulação de atos sexuais e chamaram todos os outros funcionários do DOPS para assistir. Deixaram-me em pé cerca de seis horas; deram-me choques elétricos. As mulheres eram torturadas com choques na vagina, seios e orelhas."

### Exílio e morte
Durante seu período naquele país, ela voltou a estudar medicina, que deixara no 5º ano, mas o golpe de estado do general Augusto Pinochet, em setembro de 1973, impediu a conclusão dos estudos, obrigando-a a procurar asilo na embaixada do México. De lá, "Dora" conseguiu permissão para imigrar para a Bélgica, onde viveu até fevereiro de 1974, quando entrou na Alemanha Ocidental e conseguiu asilo político provisório com a ajuda da Anistia Internacional, estabelecendo-se em Colônia, com seu então companheiro Reinaldo Guarany, também ex-guerrilheiro exilado. Passando em primeiro lugar entre 600 estrangeiros no curso de língua alemã, feito no colégio da Obra Ecumênica de Estudos em Bochum, conseguiu transferência com bolsa de estudo para Berlim Ocidental, em outubro de 1974, para completar o curso de medicina interrompido duas vezes, na Universidade de Berlim.
Em dezembro de 1974, entretanto, Maria Auxiliadora foi informada que a Delegacia de Estrangeiros da cidade de Berlim havia iniciado um processo contra ela por motivo de entrada ilegal no país. A partir de maio de 1975, ela foi impedida de sair da cidade. Em julho, expirou seu documento de viagem expedido no Chile e ela teve seu pedido de passaporte novo negado, enquanto não fosse oficializado o asilo político. Abalada emocionalmente, trocava cartas com outra exilada, Carmela Pezzuti, também exilada na Europa e mãe de dois guerrilheiros banidos, os irmãos Pezzuti, um deles, Ângelo, seu namorado nos tempos de militância em Minas Gerais, no POLOP e no COLINA, ainda como estudante.:200
Em fevereiro de 1976, durante a preparação de sua licenciatura, com a psique abalada e problemas seguidos de amnésia, "Dora" precisou ser internada numa clínica psiquiátrica em Spandau. Recebeu alta, voltou aos estudos, mas em 1 de junho, logo após uma consulta com seu médico, suicidou-se, jogando-se na frente de um vagão de trem na estação de Neu-Westend do metrô de Berlim no bairro de Charlottenburg. Tinha 31 anos e nunca superou psicologicamente as torturas e sevícias sofridas no Brasil.